# Никулин, Олег Анатольевич
Олег Анатольевич Никулин (8 февраля 1970 — 17 января 2006, Новосибирск) — советский и российский футболист, нападающий.

## Биография
Воспитанник ДЮСШ-9 Оловокомбината (Новосибирск), тренер — Владимир Ивакин. В 1987 году начал выступать на взрослом уровне за местный «Чкаловец» во второй лиге, провёл в команде пять непрерывных сезонов и сыграл более 100 матчей. В конце 1980-х годов был на просмотре в киевском «Динамо».
В 1992 году перешёл в «Ростсельмаш». Дебютировал в высшей лиге первого чемпионата России 29 марта 1992 года в игре против «Шинника». Впервые отличился 2 мая 1992 года, забив победный гол в ворота «Зенита» (1:0). Всего за сезон сыграл 25 матчей и забил один гол. Сезон 1993 года начал тоже в высшей лиге, но в составе другой команды — московского «Асмарала», за половину сезона сыграл 9 матчей и забил два гола.
В мае 1993 года вернулся в «Чкаловец», стал лучшим бомбардиром клуба в сезоне с 9 голами, но не смог помочь команде удержаться в первой лиге. В 1994 году сновал стал лучшим бомбардиром команды (12 голов) и победителем зонального турнира второй лиги. В июне 1994 года сделал три хет-трика подряд — в матчах первенства страны против киселёвского «Шахтера» (8:0) и прокопьевского «Мотора» (6:0), а также в Кубке России против рубцовского «Торпедо» (8:3). Забил один из двух мячей своего клуба в переходном матче за выход в первую лигу в ворота якутского «Динамо». Выступал за новосибирский клуб до 1996 года.
В 1997 году играл за «Самотлор-XXI», затем ещё полтора сезона провёл в «Чкаловце». С середины 1999 года до конца карьеры играл за другой клуб из Новосибирска — «Чкаловец-Олимпик». Завершил карьеру в 2002 году.
Всего в составе «Чкаловца» сыграл 224 матча и забил 64 гола в первенствах страны. Долгое время был лидером клуба по числу забитых голов за всю историю, в 2010-е годы его результат превзошёл Дмитрий Акимов. Включён в символическую сборную «Сибири» российского периода по версии портала onedivision.ru.
Скончался 17 января 2006 года на 36-м году жизни.